# Marjery Bryce

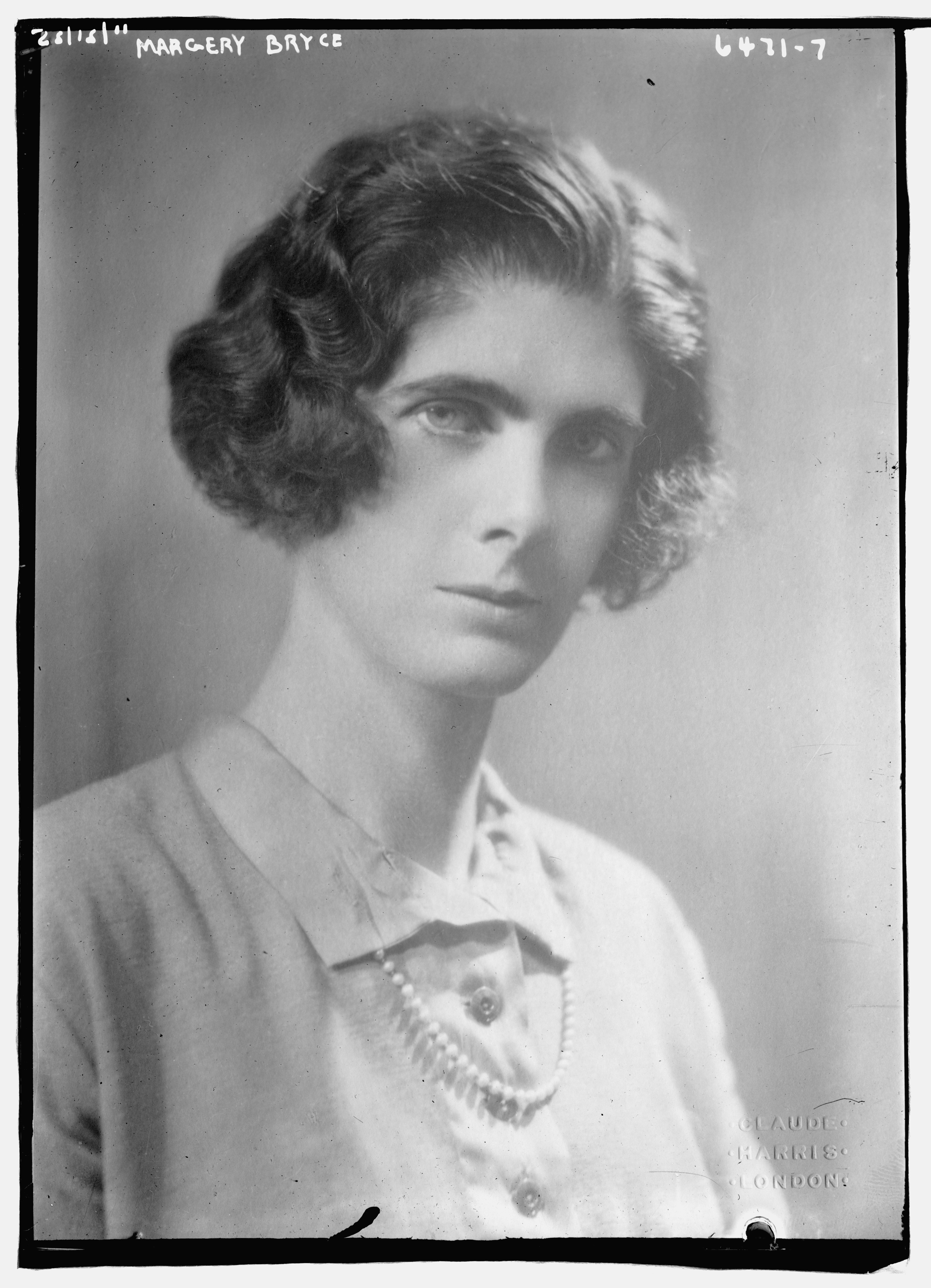
Marjery Bryce, 1900er Jahre

Marjery Bryce, auch Marjery Vincentia Bryce oder Marjorie Annan Bryce, geboren als Margaret Vincentia (* 18. Juni 1891 in Marylebone, London; † 8. Juni 1973 in Fulham, London) war eine englisch-britische Schauspielerin und Suffragette, die als Jeanne d'Arc gekleidet an Paraden der Women's Social and Political Union (WSPU) teilnahm, um das Frauenwahlrecht zu unterstützen.

## Leben
Bryce wurde als Margaret Vincentia Bryce und Tochter des Politikers John Annan Bryce und seiner Frau Violet L'Estrange in London geboren. Bryce war unter den Namen Marjery, Marjorie oder Marjery Vincentia und Marjorie Annan bekannt. Sie hatte zwei Brüder und eine drei Jahre jüngere Schwester, Rosalind „Tiny“ L'Estrange. Ein Bruder, Nigel, starb im Alter von siebzehn Jahren. Ihr anderer Bruder, Roland, war später einer der Kommissare, die 1922 die Grenzen Jugoslawiens festlegten. Ihr Vater war liberaler Abgeordneter für die Inverness Burghs, stimmte gegen die Conciliation Bills, die einigen wenigen Frauen das Wahlrecht gegeben hätten, und schrieb Briefe an die Presse gegen das Frauenwahlrecht. Ihre Mutter vertrat die gegenteilige Ansicht und war eine Cousine von Constance Markievicz und Eva Gore-Booth, beide auch Aktivistinnen für die Rechte der Frauen. Bryce blieb ledig. 
Bryce schloss sich im Alter von neunzehn Jahren einer Parade der Women’s Social and Political Union (WSPU) an. Sie führte am 17. Juni 1911 als „die perfekte Frau“ auf einem weißen Pferd reitend und in voller Rüstung mit einem Banner im Stil von Jeanne d’Arc einen aus rund 40.000 Frauen bestehenden Umzug anlässlich der Krönung von George V. an. Ihre Schwester Rosalind war als Page gekleidet und führte das Zaumzeug des Pferdes. Die Demonstration fand zur Unterstützung für die im Parlamentsprozess befindliche 2. Conciliation Bill statt.
Jeanne d’Arc stand dabei für: 

„the militant women's ideal […] in every act of hers they recognize the same spirit as that which strengthens them to risk their liberty and endure torture for the sake of freedom.“

„das Ideal der streitbaren Frauen […] in jeder ihrer Handlungen erkennen sie denselben Geist, der sie dazu bringt, ihre Freiheit zu riskieren und Folterungen für die Freiheit zu ertragen.“

Die Führerinnen der WSPU, Emmeline und Christabel Pankhurst, Emmeline Pethick-Lawrence und Mabel Tuke, führten die Parade an, die entweder von Gruppen aus Frauenberufen oder von berühmten Frauen aus der Vergangenheit angeführt wurde. Insbesondere Christabel Pankhurst war der Ansicht, dass das Bild der Jeanne d’Arc die Bereitschaft zur körperlichen Entbehrung beinhaltete und die kriegerischen (männlichen) Qualitäten als Bild des Kampfes für eine gerechte Sache hervorhob. Dies wurde als „die Schönheit der Einfachheit, der Reinheit, des Mutes und der Militanz“ zusammengefasst, die Bryce in dieser Parade darstellte, und war ein Bild, das von der WSPU als Symbol verwendet wurde. Das Museum of London besitzt das urheberrechtlich geschützte Originalbild von Bryce als Jeanne d’Arc, das in vielen der oben genannten Referenzen zitiert wird. Neben Bryce ist auch von Elsie Howey bekannt, dass sie Jeanne d’Arc darstellte.
Bryce spielte auf der Londoner Bühne unter anderem die Rolle der Nina Michailovna Zarečnaya in Tschechows Die Möwe (1919), trat in Other Gates von Berth Graham im Grafton Theatre auf (1931), in Maeterlincks The Cloud that Lifted (1932, im Original Le Malheur passe) und war die „Rote Königin“ in Alice im Wunderland (1938 und erneut 1947). Im Jahr 1927 übernahm sie die Rolle von „The Spirit of Henley“ im Henley Historical Pageant. Ihr Eintrag im Theatercasting-Verzeichnis The Spotlight von 1939 beschreibt sie als „Hetero-, Komödien- oder Charakterdarstellerin“.
Später wurde Bryce durch ihre Rollen in Agatha Christies Ten Little Niggers (1949) bekannt, trat in den 1950er Jahren im BBC Sunday-Night Theatre auf und spielte in der BBC-Serie The Bell Family (1951) mit.
Bryce starb 1973 in Fulham, London.